# Olga Owczynnikowa
Olga Owczynnikowa (biał.: Вольга Аўчыннікава, Wolha Auczynnikawa; ros.: Ольга Овчинникова, Olga Owczinnikowa; ur. 6 sierpnia 1971 w Grodnie) – białoruska siatkarka, posiadająca polskie obywatelstwo. Była reprezentantka Polski i Białorusi. W sezonie 2011/12 zawodniczka Zawiszy Sulechów.
W sezonie 2002/2003 grała w drużynie AZS AWF Poznań, z którym zdobyła wicemistrzostwo Polski. Od sezonu 2003/2004 do sezonu 2007/2008 broniła barw Winiar Kalisz, z tym zespołem dwukrotnie zajmowała trzecie miejsce w mistrzostwach Polski; jednokrotnie drugie miejsce oraz dwukrotnie pierwsze oraz w zdobyła jeden złoty Puchar Polski oraz dwukrotnie srebrny. W sezonie 2009/2010 broniła barw Impel Gwardii Wrocław. Natomiast w sezonie 2010/2011 reprezentowała KS Piecobiogaz Murowana Goślina.
Ma córkę Irinę, również siatkarkę, obecnie reprezentującą klub MUKS Amber Kalisz.

## Kluby
- 1997 Amkodor Mińsk[3]
- 2001–2002 Winiary Kalisz
- 2002–2003 AZS AWF Poznań
- 2003–2008 SSK Calisia Kalisz
- 2008–2009 AZS AWF Poznań
- 2009–2010 Impel Gwardia Wrocław
- 2010–2011 KS Piecobiogaz Murowana Goślina
- 2011–2012 Zawisza Sulechów

## Sukcesy
- 2001 – brązowy medal mistrzostw Polski z Winiarami Kalisz
- 2003 – wicemistrzostwo Polski z AZS AWF Poznań
- 2004 – wicemistrzostwo Polski z Winiarami Kalisz
- 2005 – mistrzostwo Polski z Winiarami Kalisz
- 2005 – finalistka Pucharu Polski z Winiarami Kalisz
- 2006 – brązowy medal mistrzostw Polski z Grześkami Goplaną Kalisz
- 2007 – mistrzostwo Polski z Winiarami Kalisz
- 2007 – Puchar Polski z Winiarami Kalisz
- 2007 – Superpuchar Polski z Winiarami Kalisz
- 2008 – brązowy medal mistrzostw Polski z Winiarami Kalisz
- 2008 – finalistka Pucharu Polski z Winiarami Kalisz
- 2010 – 4. miejsce w Pucharze Challenge Cup z Impelem Gwardią Wrocław